# 마이클 번스

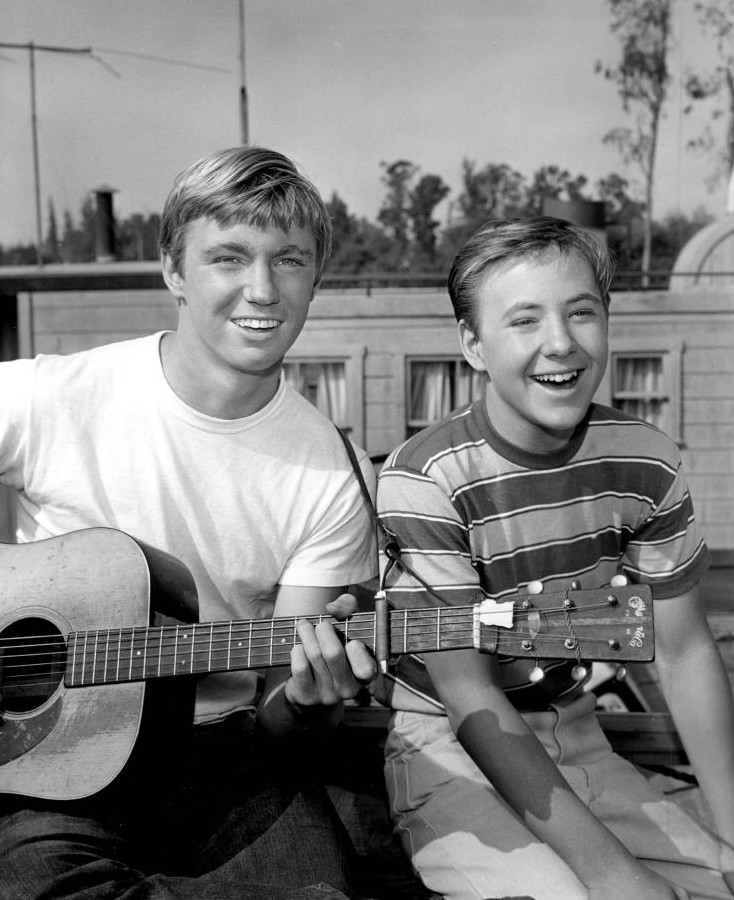

마이클 번스(Michael Burns, 1947년 12월 30일 ~ )는 미국의 배우, 역사가, 텔레비전 배우이다.
미니올라에서 태어났다.

## 도서
- France and the Dreyfus Affair

## 영화
- 샌프란시스코 수사반 (1972년)
- 닥터 게논 (1969년)
- 공원에서의 차가운 나날들 (1969년)
- 저니 투 샤일로 (1968년) - 유비 벨 역
- 40 건스 투 아파치 패스 (1967년)
- 사건비화 (1967년)
- 스트레인저 온 더 런 (1967년) - 맷 존슨 역
- FBI (1965년)
- 미스터 홉스 휴가 가다 (1962년)
- 보난자 (1959년)
- 딜론 보안관 (1955년)
- 달려라 래시 (1954년)